# Kulpa-tó
A Kulpa-tó (horvátul: Kupeško jezero, Kupsko jezero) a Kulpa forrástava Horvátországban, Gorski kotar területén, Tengermellék-Hegyvidék megyében.

## Leírása
A Kulpa-tó a Kulpa folyó forrástava Crni Lugtól 8 km-re északra. A tó 397 méteres tengerszint feletti magasságban fekszik. Hosszúsága 200 méter, szélessége 30 méter.
A Kulpa tulajdonképeni forrása a Risnjak délkeleti oldalán tör elő, és Velika voda néven ismeretes. A forrásból támadó ér Crni Lug mellett alábukik és a Kulpa-tóban tör ismét a felszinre. A tó vize jéghideg, színe sötétzöld. Ha a közeli hegyeken erős zápor esik, annyira megduzzad, hogy a víztömeg egészen a fenékig felkavarodik, és ahogyan a mélységből előtör, hatalmas köveket ragad magával. Rövid északi irányú futás után egyik ága a Limba-barlangban ismét a föld alá kerül, de csakhamar a Studence-patakokat alkotva ismét előtör és később egy mederbe folyik össze.